# 室蘭信用金庫
室蘭信用金庫（むろらんしんようきんこ　英語：Muroran Shinkin Bank）は、北海道室蘭市に本店を置く信用金庫。
2015年（平成27年）3月末現在の自己資本比率は24.58%。

## 営業地域
※太字は店舗のある地方公共団体。
胆振総合振興局：室蘭市、登別市、苫小牧市、伊達市、白老町、むかわ町、厚真町、安平町、壮瞥町、洞爺湖町、豊浦町
石狩振興局：札幌市、千歳市、恵庭市、江別市、北広島市、石狩市

## 沿革
- 1917年（大正6年） - 産業組合法に基づく「保証責任室蘭信用組合」を設立。
- 1938年（昭和13年） - 室蘭市常盤町に、2階建の事務所を新築。
- 1943年（昭和18年） - 市街地信用組合法施行により「室蘭信用組合」に改組。
- 1950年（昭和25年） - 中小企業等協同組合法により「室蘭信用協同組合」に改組。
- 1951年（昭和26年） - 信用金庫法施行により「室蘭信用金庫」に改組。
- 1961年（昭和36年） - 幌別町（現登別市）の町金庫事務（指定金融機関）を受託。
- 1967年（昭和42年） - 室蘭手形交換所に加盟。
- 1968年（昭和43年） - 白老町の指定金融機関の指定を受ける。
- 1971年（昭和46年） - 日本銀行との当座取引を開始。
- 1984年（昭和59年） - むろしんビジネスサービスを設立。
- 1988年（昭和63年） - 「むろしん緑の基金」を設立。
- 1998年（平成10年） - 室蘭市の指定金融機関の指定を受ける。
- 2001年（平成13年） - 損害保険の窓口販売を開始。
- 2003年（平成15年） - 生命保険の窓口販売を開始。
- 2004年（平成16年） - インターネットバンキングの取扱い開始。
- 2006年（平成18年） - 投資信託商品の窓口販売を開始。
- 2009年（平成21年） - 本店をむろらん広域センタービルに移転（旧本店は本部事務部門のみ存続）[2][3]。
- 2013年（平成25年） - 本部を東町へ移転新築[4][5]。
- 2022年（令和4年） 7月1日 - 北海道銀行とのATM相互無料提携を開始[6]。

## ATMサービス
むろしんが設置した現金自動預け払い機（ATM）での当金庫キャッシュカード・通帳を利用しての入金については、時間外手数料を取っていない。また、平日の出金についても時間外手数料は無料となる（ただし、他金融機関との共同ATMについては対象外）。入金ネットに参加している。

## totoの払い戻し店
スポーツ振興くじ（toto）当選券の払い戻し店は以下の店舗で取り扱う。
- 本店
- 東町支店
- 若草支店

## 参考資料
- “ディスクロージャー2015”.   室蘭信用金庫 (2015年). 2015年8月10日閲覧。